# Amata phegeides
Amata phegeides är en fjärilsart som beskrevs av Spada 1900. Amata phegeides ingår i släktet Amata och familjen björnspinnare. Inga underarter finns listade i Catalogue of Life.